# Fukui prefektur
Fukui prefektur (japanska: 福井県?, Fukui-ken) är belägen i Chūbu-regionen på ön Honshu i Japan. Residensstaden är Fukui. 

## Administrativ indelning
Prefekturen var år 2016 indelad i nio städer (-shi) och åtta kommuner (-chō).
Kommunerna grupperas i sju distrikt (-gun). Distrikten har ingen administrativ funktion utan fungerar i huvudsak som postadressområden.
Det finns två kommuner med namnet Echizen, dels staden Echizen-shi, dels landskommunen/köpingen Echizen-chō.
Städer
- Awara, Echizen, Fukui, Katsuyama, Obama, Ōno, Sabae, Sakai, Tsuruga

Distrikt och kommuner
| - Imadate distrikt - Ikeda - Mikata distrikt - Mihama - Mikatakaminaka distrikt - Wakasa - Nanjō distrikt - Minamiechizen | - Nyu distrikt - Echizen - Ōi distrikt - Ōi - Takahama - Yoshida distrikt - Eiheiji |

## Demografi
Fukui prefekturs befolkning 1 oktober 2003 efter ålder

(1000-tal personer)
| Ålder | Invånare |
| ----- | -------- |
| 0-4   | 39       |
| 5-9   | 41       |
| 10-14 | 42       |
| 15-19 | 47       |
| 20-24 | 42       |
| 25-29 | 53       |
| 30-34 | 55       |
| 35-39 | 50       |
| 40-44 | 51       |
| 45-49 | 52       |
| 50-54 | 66       |
| 55-59 | 56       |
| 60-64 | 51       |
| 65-69 | 48       |
| 70-74 | 48       |
| 75-79 | 40       |
| 80 +  | 46       |

Fukui prefekturs befolkning 1 oktober 2003 efter ålder och kön

(1000-tal personer)
| Män | Ålder | Kvinnor |
| --- | ----- | ------- |
| 20  | 0-4   | 19      |
| 21  | 5-9   | 20      |
| 22  | 10-14 | 20      |
| 24  | 15-19 | 23      |
| 22  | 20-24 | 20      |
| 27  | 25-29 | 26      |
| 28  | 30-34 | 27      |
| 25  | 35-39 | 25      |
| 25  | 40-44 | 26      |
| 26  | 45-49 | 26      |
| 33  | 50-54 | 33      |
| 28  | 55-59 | 28      |
| 25  | 60-64 | 26      |
| 22  | 65-69 | 26      |
| 22  | 70-74 | 26      |
| 17  | 75-79 | 23      |
| 14  | 80 +  | 32      |

## Galleri

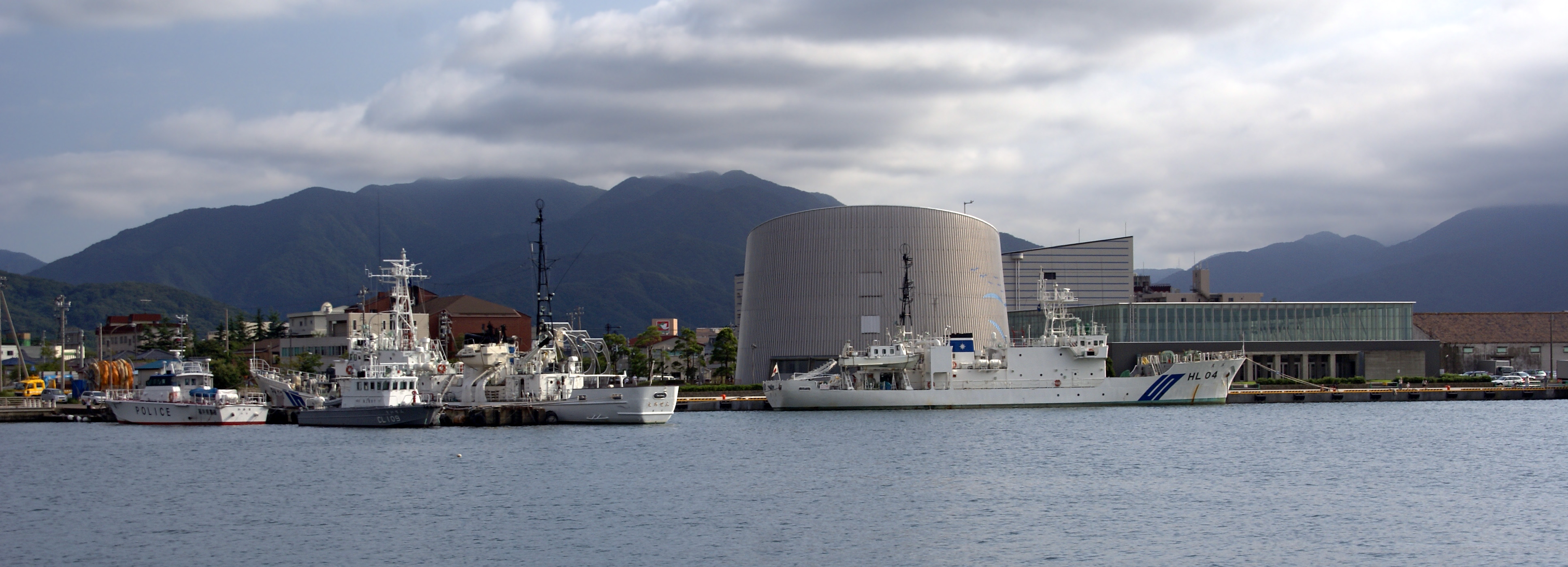
Tsuruga hamn
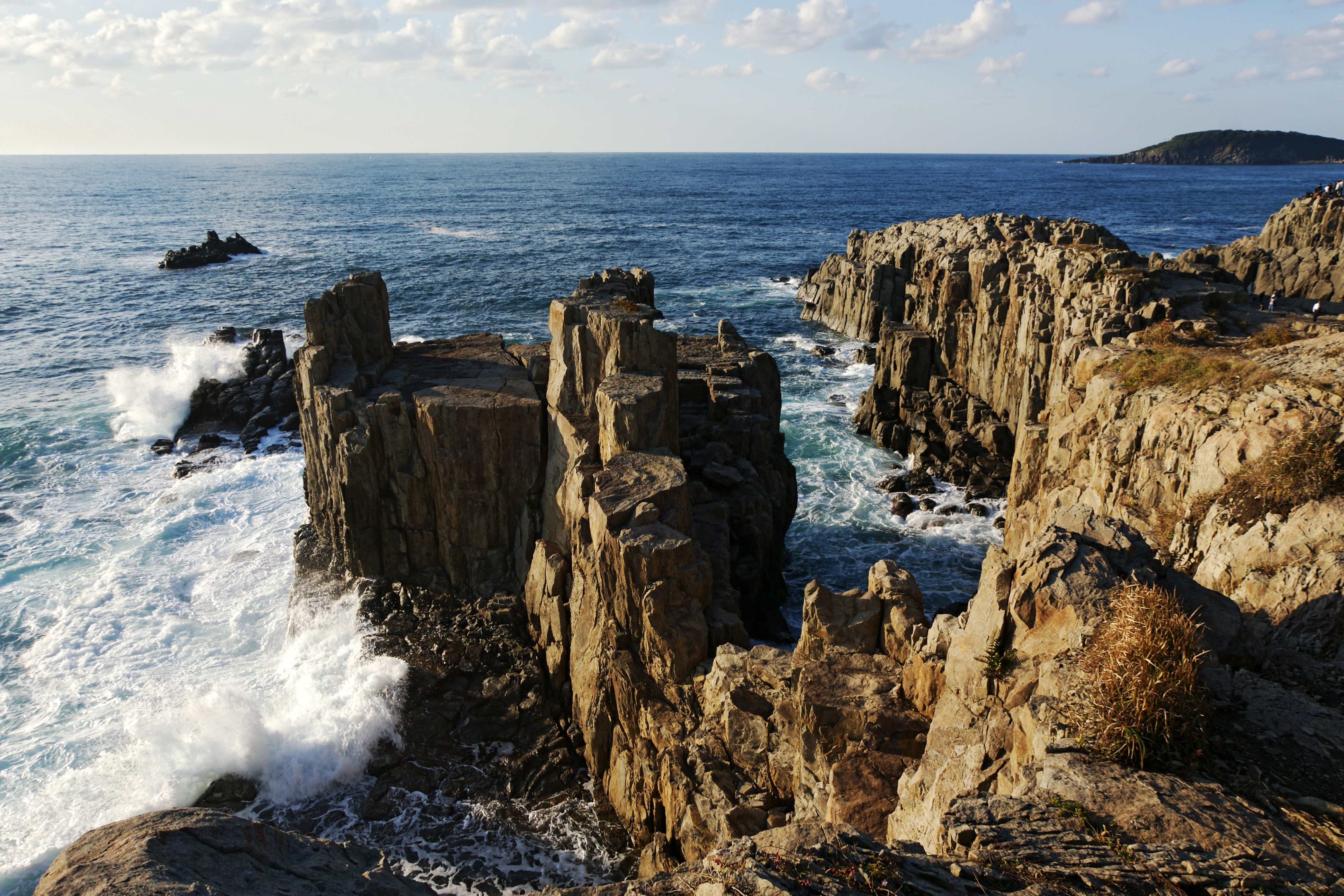
Tōjinbō, Sakai,
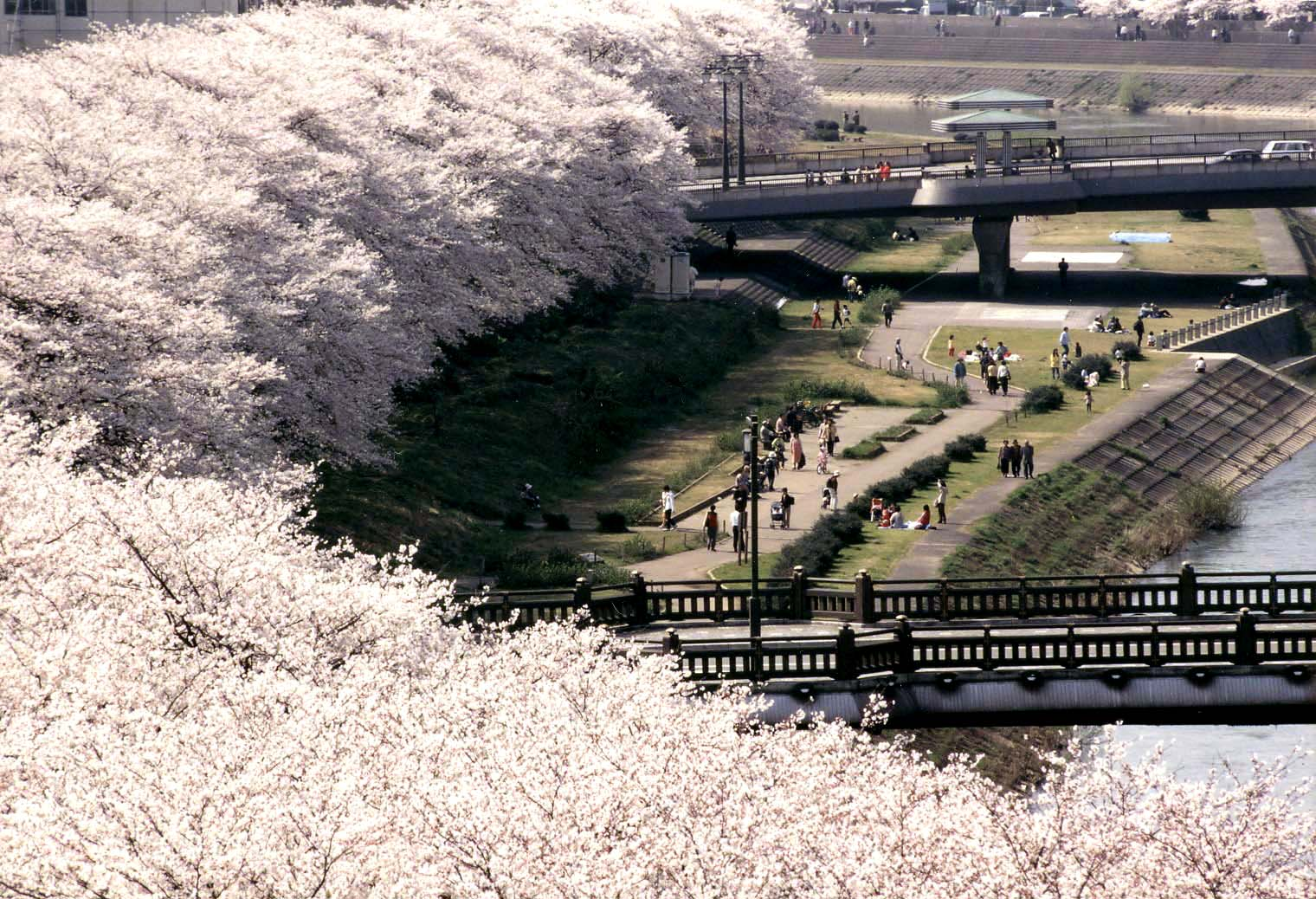
Körsbärsblom vid AsuWAfloden
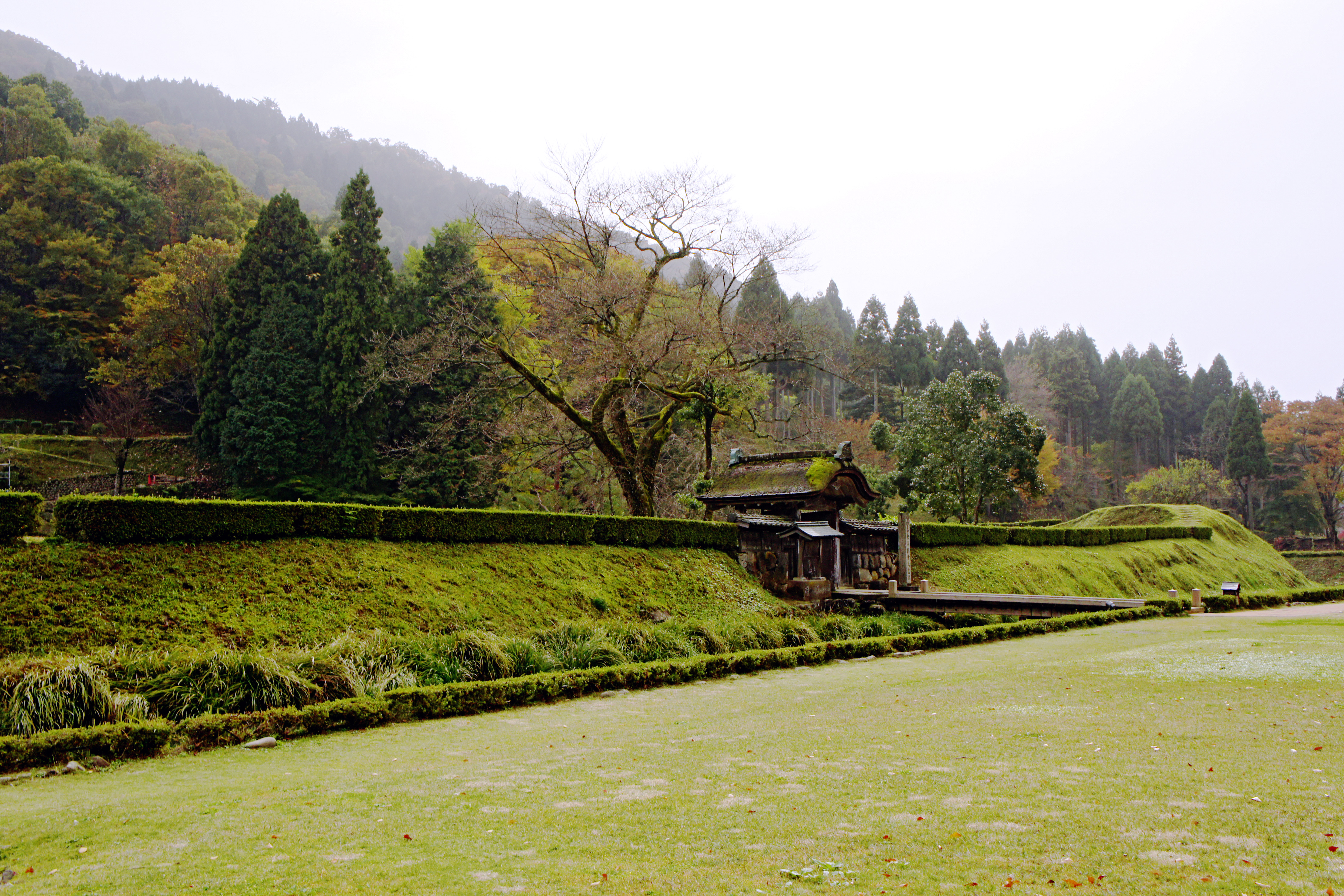
Ichijōdani Asakura-ruinerna
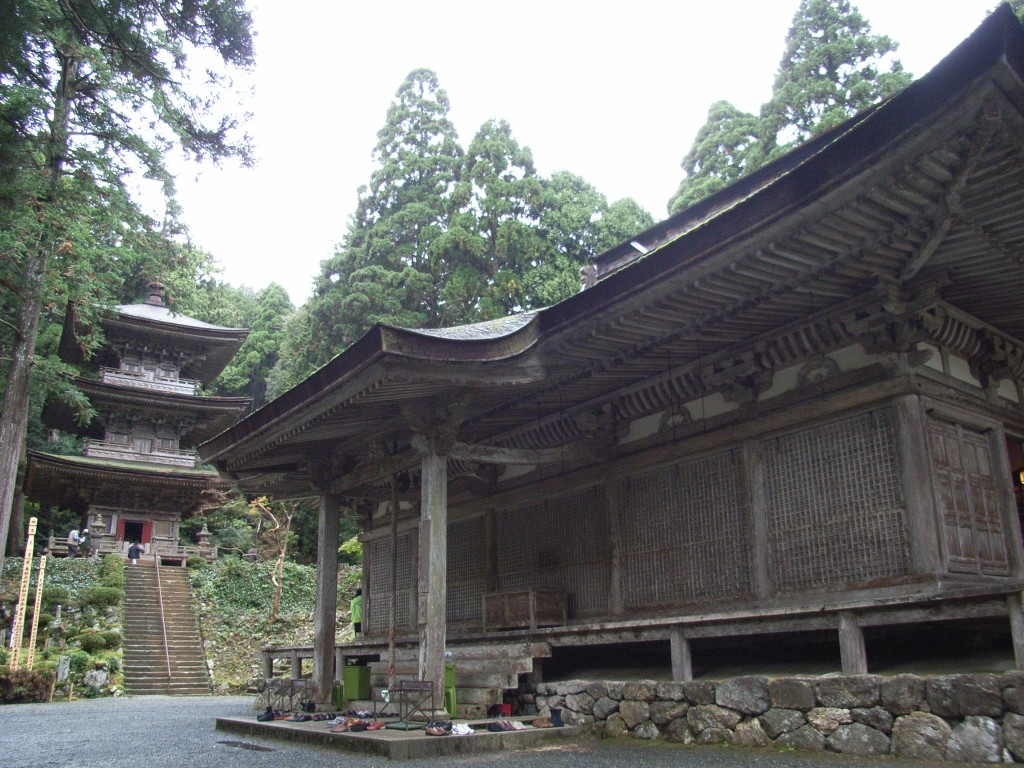
Myōtsū-ji,Obama
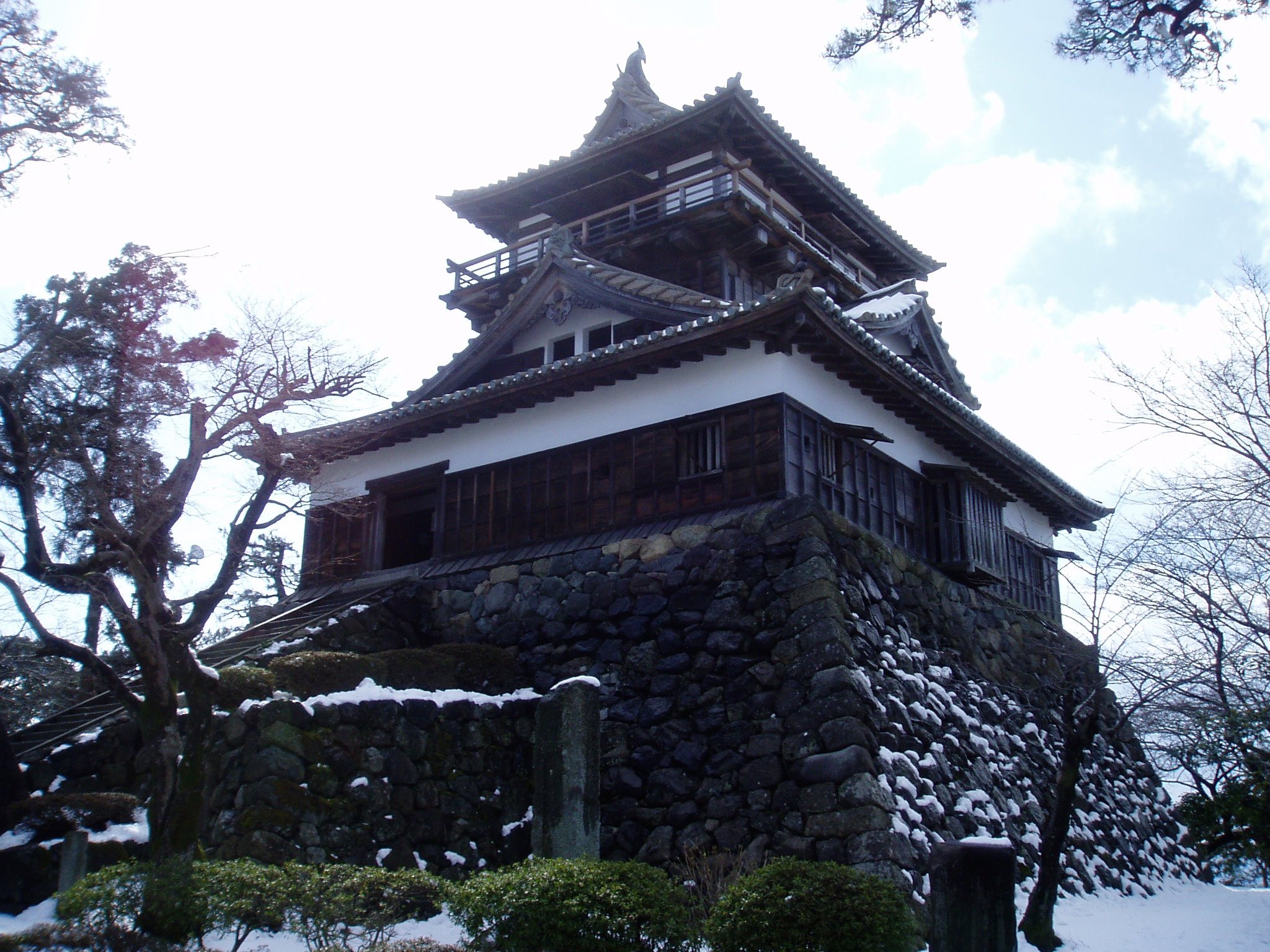
Maruoka slott, Sakai